# Hopkins Ultraviolet Telescope

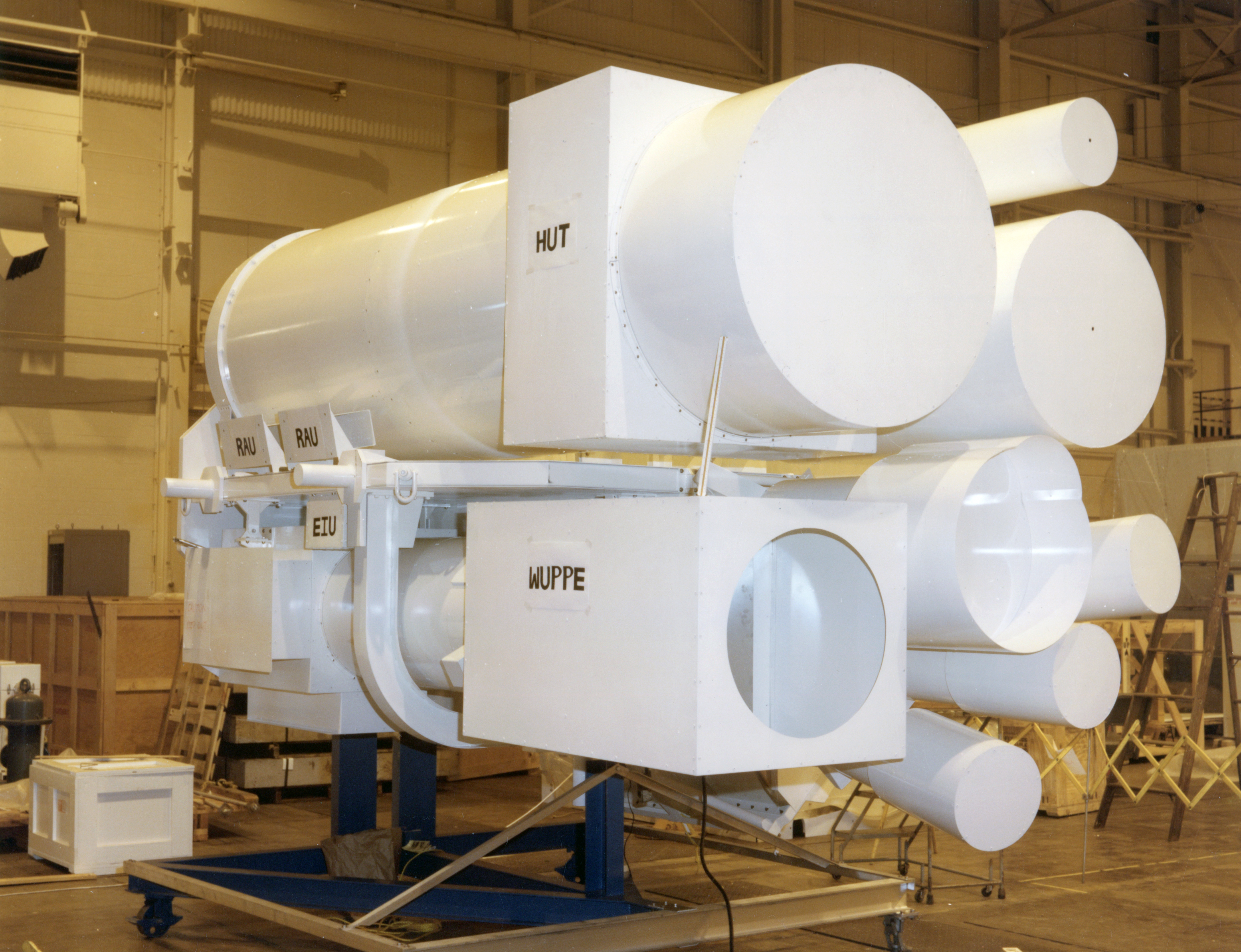
Aufnahme des HUT vom NASA-Fotografen C.I. Thornton.

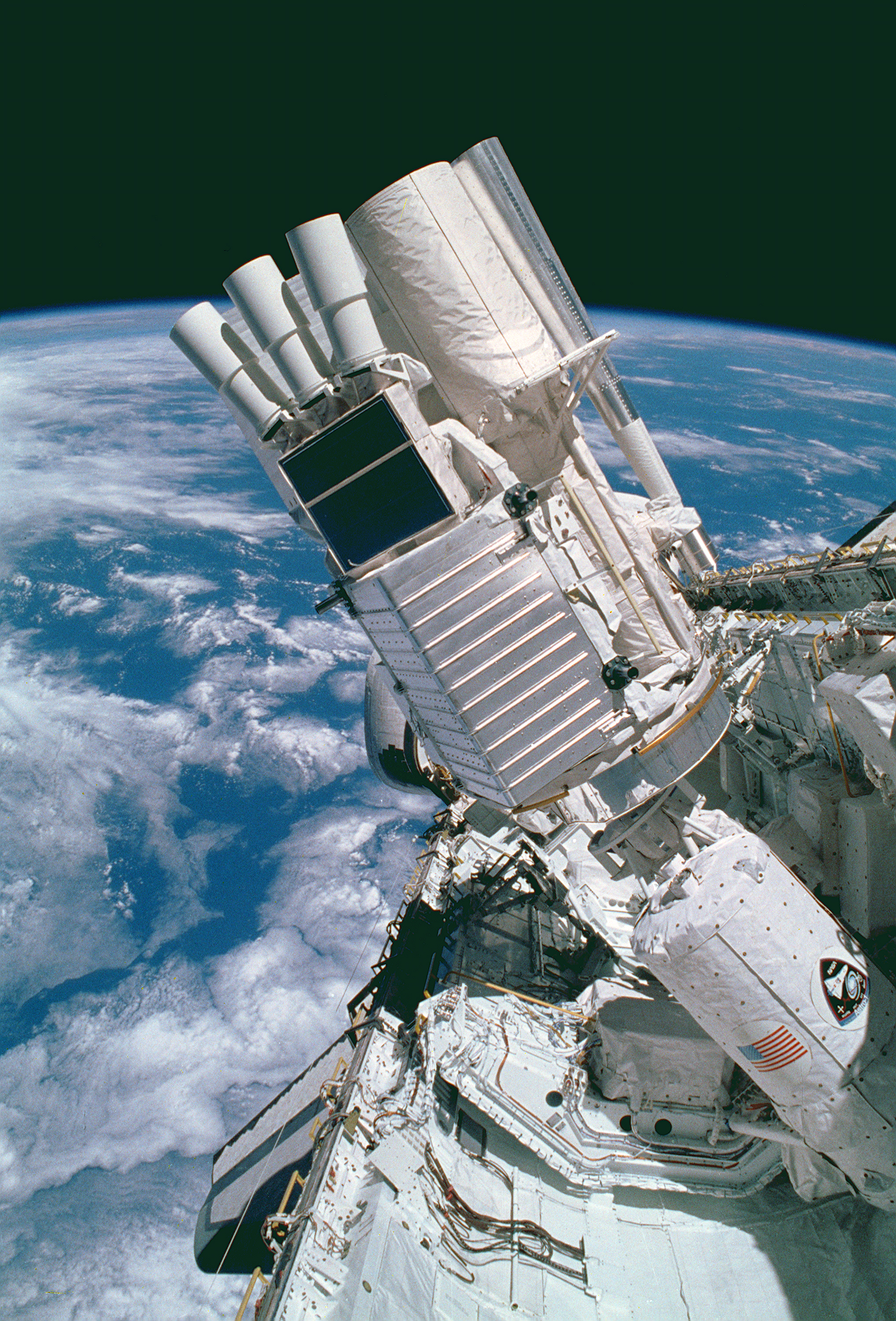
Das Hopkins-Ultraviolett-Teleskop (HUT), das Ultraviolett-Imaging-Teleskop (UIT) und das Wisconsin-Ultraviolett-Photo-Polarimetry-Experiment (WUPPE) im Frachtraum während der Mission STS-35

Das Hopkins Ultraviolet Telescope (HUT) war ein Weltraumteleskop für den ultravioletten Spektralbereich mit 90 cm Spiegeldurchmesser, das zusammen mit anderen Teleskopen bei den Shuttle-Missionen STS-35 (Astro-1, 2.–11. Dezember 1990) und STS-67 (Astro-2, 2.–18. März 1995) zum Einsatz kam.
HUT wurde von der Johns-Hopkins-Universität in Baltimore entwickelt. Einziges Beobachtungsinstrument war ein Spektrograph der die Wellenlängenbereiche 82,5 bis 185 nm und 42 bis 92,5 nm mit etwa 0,3 nm Auflösung abdeckte. Gemeinsam mit zwei weiteren Ultravioletteleskopen UIT und WUPPE war HUT auf der gemeinsamen ausrichtbaren Beobachtungsplattform IPS in der Ladebucht des Space Shuttle montiert. Insgesamt wurden über 300 Himmelsobjekte, von Planeten bis zu aktiven Galaxien,  beobachtet.

## Weblink
- HUT-Website der Johns-Hopkins-Universität